# توم ويب
توم ويب (بالإنجليزية: Tom Webb)‏ (17 أبريل 1989 بتشيلمسفورد في المملكة المتحدة - ) هو لاعب كرة قدم بريطاني في مركز الهجوم. لعب مع كولتشستر يونايتد ونادي سودبوري وفولكستون إنفيكتا وHarlow Town F.C. ‏ وTilbury F.C. ‏ وهلستد تاون ‏.

## وصلات خارجية
- توم ويب على موقع قاعدة بيانات كرة القدم.إي يو (الإنجليزية)
- توم ويب على موقع Soccerbase.com (لاعب) (الإنجليزية)